# Member Berries
"Member Berries" é o primeiro episódio da vigésima temporada da série de desenho animado estadunidense South Park, e o de número 268 da série em geral. Escrito e dirigido por Trey Parker, co-criador do seriado, foi transmitido originalmente em 14 de setembro de 2016 através do canal de televisão Comedy Central. No episódio, as meninas da escola primária estão sendo acusadas por um anônimo na internet, enquanto o Sr. Garrison tenta sabotar sua própria campanha presidencial e os demais moradores da cidade relaxam comendo suas frutas que proferem frases nostálgicas de um "passado melhor". "Member Berries" satiriza a enorme cobertura da mídia estadunidense do protesto ao hino nacional norte-americano de Colin Kaepernick e as campanhas presidenciais de Donald Trump e Hillary Clinton enquanto relembra temas nostálgicos de cultura popular e ao mesmo tempo as reinicalizações de obras.

### Referências culturais

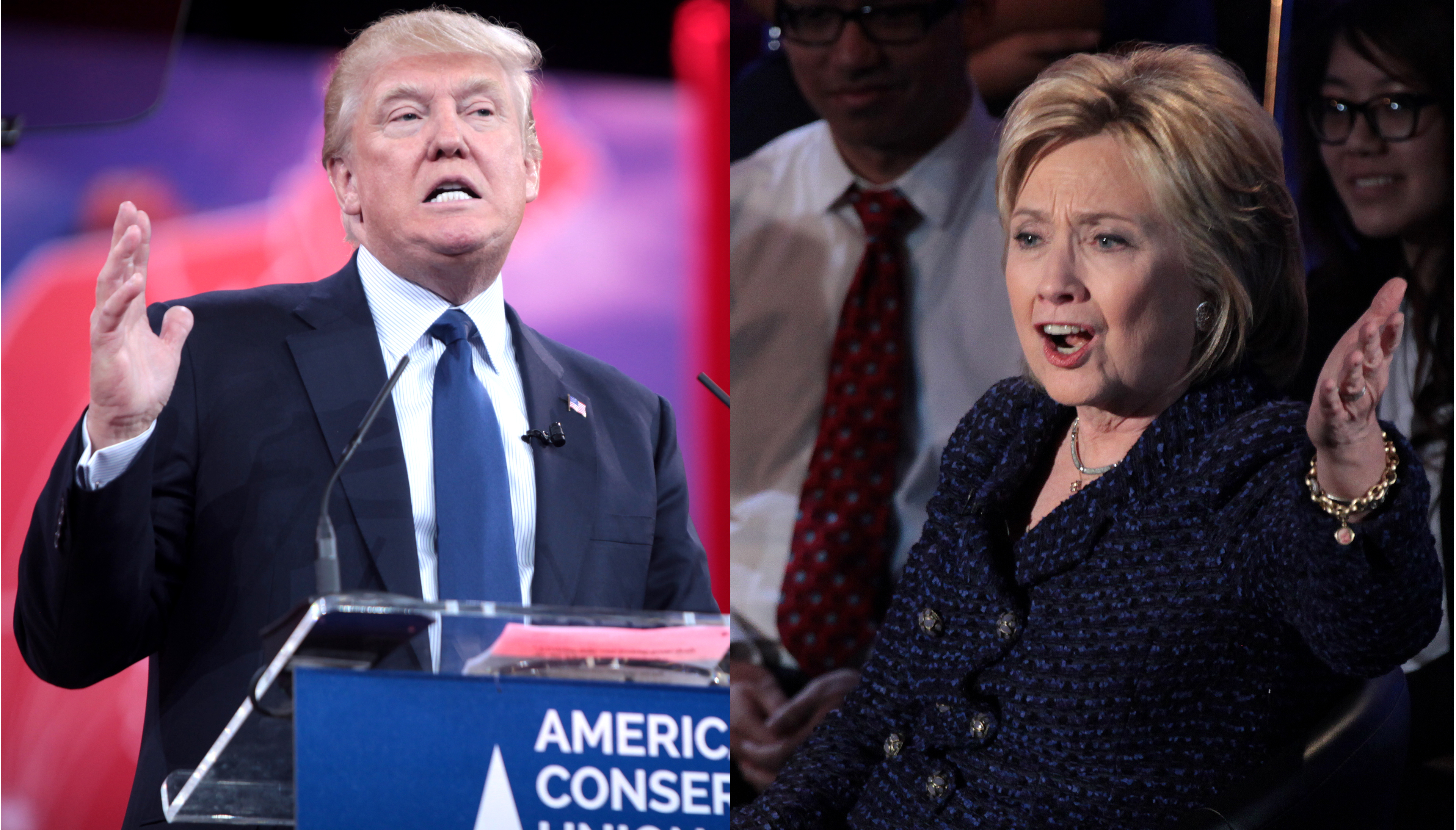
As campanhas presidências de Donald Trump e Hillary Clinton são retratadas no episódio.

## Temática